# 阿爾弗雷德·薩爾姆-薩爾姆
阿尔弗莱德·斐迪南·施特凡·玛利亚（德語：Alfred Ferdinand Stephan Maria；1846年3月13日—1923年4月20日），出生于安霍尔特。是萨尔姆-萨尔姆亲王阿爾弗雷德·康斯坦丁与妻子克洛伊公主奥古斯塔的第三子。
1869年10月18日，阿尔弗莱德在维也纳与Lützow女伯爵罗莎，婚后有三子五女：
- 埃曼努埃尔（Emanuel Alfred Leopold Franz，1871年11月30日－1916年8月19日）；
- 玛丽·爱玛（Marie Emma Henriette Franziska，1874年2月20-1966年8月17日）；
- 亨利埃塔（Henriette Franziska Alexia，1875年6月21日－1961年7月2日）；
- 法蘭茲（Franz Emanuel Konstantin，1876年8月30日－1964年1月10日）；
- 罗莎（Rosa，1878年3月16日－1963年8月28日）；
- 阿尔弗雷德（Alfred，1879年11月29日－1952年1月19日）；
- 奥古斯塔（Auguste，1881年1月6日－1946年5月31日）；
- 埃利奥诺尔（Eleonore，1887年2月23日－1978年7月13日）。